# Kitty Susan
Kitty Susan (15 april 1994) is een Nederlands voetbalster die sinds de zomer van 2012 uitkomt voor ADO Den Haag dat uitkomt in de Women's BeNe League.

## Statistieken
| Seizoen                   | Club         | Land      | Competitie            | Wed. | Goals |
| ------------------------- | ------------ | --------- | --------------------- | ---- | ----- |
| 2012/13                   | ADO Den Haag | Nederland | BeNe League Orange    | 11   | 2     |
| 2012/13                   | ADO Den Haag | Nederland | Women's BeNe League B | 4    | 1     |
| Totaal                    | Totaal       | Totaal    | Totaal                | 15   | 3     |
| Bijgewerkt tot 7 mei 2013 |              |           |                       |      |       |